# Like a Dragon Gaiden: The Man Who Erased His Name
 (avril 2024).
Si vous disposez d'ouvrages ou d'articles de référence ou si vous connaissez des sites web de qualité traitant du thème abordé ici, merci de compléter l'article en donnant les références utiles à sa vérifiabilité et en les liant à la section « Notes et références ».
Like a Dragon Gaiden: The Man Who Erased His Name (Ryû Ga Gotoku 7 Gaiden – Na wo Keshita Otoko en version originale japonaise) est un jeu vidéo d'action-aventure édité par Sega et développé par Ryū ga Gotoku Studio, sorti le 9 novembre 2023 sur Windows, PlayStation 4, PlayStation 5, Xbox One et Xbox Series.
Chronologiquement, le jeu se situe entre Yakuza 6, Yakuza: Like a Dragon et Like a Dragon: Infinite Wealth, sorti en 2024.

## Trame

### Histoire
Le jeu se déroule en 2019, soit trois ans après les évènements de Yakuza 6 et indépendamment des événements de Yakuza: Like a Dragon qui se déroulent la même année. Le joueur incarne Kazuma Kiryu, laissé pour mort aux yeux du monde, qui vit caché depuis deux ans au sein d'un temple appartenant à la faction Daidoji. Il exécute des missions pour cette dernière mais pour protéger sa famille, il doit oublier qui il était, son passé, et ce jusqu'à son nom. Désormais, il ne répond qu'au nom de code qu'on lui a attribué : Joryu.

## Personnages
- Kazuma "Joryu" Kiryu ;
- Kosei Shishido ;
- Yuki Tsuruno ;
- Akame ;
- Homare Nishitani III ;
- Kihei Hanawa.

## Système de jeu
Le jeu reprend le système de combat en temps réel des premiers épisodes de la saga. Kiryu/Joryu dispose de deux modes de combat :
- Le mode Yakuza
- Le mode Agent[2]

La ville principale du jeu est Sotenbori à Osaka mais Kiryu/Joryu sera également amené à se rendre à Isezaki Ijincho à Yokohama.

## Commercialisation
En Europe, le jeu est uniquement commercialisé sous format dématérialisé[réf. nécessaire].

## Développement
À l'origine, Ryū ga Gotoku Studio prévoit le jeu comme une extension à Like a Dragon: Infinite Wealth, dont la date de sortie est fixée pour janvier 2024. De même, le développement de The Man Who Erased His Name dure environ 6 mois.

## Accueil
Like a Dragon Gaiden: The Man Who Erased His Name reçoit un accueil plutôt favorable de la presse, avec des notes allant de 77 à 79 sur 100 sur l'agrégateur Metacritic.